# Đội trẻ Manchester United F.C. mùa bóng 2011–12
Đội dự bị Manchester United (Hay còn gọi là đội U21 Manchester United) là đội trẻ cao nhất của câu lạc bộ bóng đá Manchester United F.C. Đội bóng chơi ở khu phía Bắc thuộc giải Premier Reserve League dành cho lứa tuổi dưới U-21. Đây là lần thứ 13 cũng là lần cuối cùng của giải đấu này, từ mùa giải 2012-2013 trở đi, giải đấu được đổi tên thành giải Professional U21 Development League (Hay gọi là Barclays Under 21 Premier League). Đội dự bị Manchester United cũng tham gia vào giải Manchester Senior Cup 2011-2012 và Lancashire Senior Cup 2011-2012.
Đội học viện Manchester United (Hay còn gọi đội U18 Manchester United) là đội trẻ thứ hai của câu lạc bộ bóng đá Manchester United F.C. Đội bóng chơi ở giải Premier Academy League 2011-2012 dành cho lứa tuổi dưới U-18. Đội học viện Manchester United cũng tham gia vào giải FA Youth Cup và Milk Cup.

## Đội dự bị Manchester United

### Lancashire Senior Cup 2011-2012
| Thời gian  | Vòng đấu       | Đối thủ               | H/N/A                     | Tỷ số Bt-Bb | Cầu thủ ghi bàn                                                    | Số lượng khán giả |
| ---------- | -------------- | --------------------- | ------------------------- | ----------- | ------------------------------------------------------------------ | ----------------- |
| 22/12/2011 | Vòng Tứ kết    | Blackburn Rovers      | N, Leigh Sports Village   | 4 - 0       | Diouf 2, Lingard, W.Keane                                          |                   |
| 01/05/2012 | Vòng bán kết   | Blackpool FC          | N, Moss Lane, Altrincham  | 0 - 0       | Win pen 5-4 (King, Reece Brown, Luke Giverin, Brady và Ekangamene) | 267               |
| 08/08/2012 | Vòng chung kết | Accrington Stanley FC | N, County Ground, Leyland | 4 - 0       | Lawrence 45'; Cole 60',81'; King 90'                               |                   |

### Manchester Senior Cup 2011-2012
Cũng như mùa giải trước Manchester Senior Cup 2011-12 (Với tên gọi Robinsons Brewery Senior Cup 2011-12) Có 7 đội tham dự: Man Utd, Man City, Oldham, Stockport, Bolton, Bury và Rochdale. Mỗi đội gặp nhau một lần. Ba điểm cho một trận thắng, một điểm cho mỗi trận hòa trong 90 phút nhưng phải thi đấu loạt sút luân lưu. Hai đội đứng đầu bảng vào thi đấu trận chung kết cuối cùng vào ngày 17/05/2012.
| Thời gian  | Vòng đấu  | Đối thủ   | H/N/A                             | Tỷ số Bt-Bb | Cầu thủ ghi bàn                     | Số lượng khán giả |
| ---------- | --------- | --------- | --------------------------------- | ----------- | ----------------------------------- | ----------------- |
| 08/09/2011 | Vòng 1    | Bury FC   | N, Moss Lane, Altrincham          | 2 - 0       | Blackett 41, M.Keane 58             | 318               |
| 15/09/2011 | Vòng 2    | Rochdale  | A, Hurst Cross, Ashton-under-Lyne | 2 - 1       | W.Keane 39, Macheda 68              |                   |
| 13/10/2011 | Vòng 3    | Bolton    | A, Lancashire FA, Leyland         | 1 - 0       | Morrison 94                         |                   |
| 13/01/2012 | Vòng 4    | Stockport | H, Trafford Training Centre       | 1 - 0       | Diouf 8                             |                   |
| 01/02/2012 | Vòng 5    | Oldham    | H, Carrington                     | 3 - 0       | Lingard 35, W Keane 43, Petrucci 45 |                   |
| 09/02/2012 | Vòng 6    | Man City  | H, Carrington                     | 2 - 4       | Lingard, L.Cole                     |                   |
| 17/05/2012 | Chung kết | Man City  | Etihad Stadium                    | 2 - 0       | W.Keane 27, Giverin 93              |                   |

### Giao hữu trước mùa giải 2011-2012
| Thời gian  | Vòng đấu             | Đối thủ         | H/N/A                 | Tỷ số Bt-Bb | Cầu thủ ghi bàn                                            | Số lượng khán giả  |
| ---------- | -------------------- | --------------- | --------------------- | ----------- | ---------------------------------------------------------- | ------------------ |
| 11/07/2011 | Jack Crompton Trophy | Curzon Ashton   | Tameside Stadium      | 4 - 1       | Leao 7, Drinkwater 31, Keane 69pen, Morrison 90            |                    |
| 17/07/2011 | Giao hữu             | Shrewsbury      | Greenhous Meadow      | 1 - 2       | Drinkwater 50                                              | 2,492 (343 fan MU) |
| 20/07/2011 | Giao hữu             | Fleetwood Town  | Highbury              | 2 - 0       | Pogba 58, Drinkwater 85                                    |                    |
| 24/07/2011 | Giao hữu             | Spartans        | Ainslie Park          | 7 - 1       | Cofie 6, Lingard 50, 58pen, 59, Cole 64pen, 90, M.Keane 87 | 3127               |
| 25/07/2011 | Giao hữu             | Eyr United      | Somerset Park         | 1 - 0       | Norwood 54                                                 | 2876               |
| 27/07/2011 | Giao hữu             | Tranmere Rovers | Prenton Park          | 1 - 1       | Lingard 34                                                 |                    |
| 01/08/2011 | Giao hữu             | Morecambe       | Globe Arena           | 2 - 0       | Drinkwater 58, Lingard 63                                  | 2912               |
| 08/08/2011 | Giao hữu             | Morecambe       | Parc y Scarlets       | 2 - 0       | Mamam 11, Pogba 83                                         | 6622               |
| 10/08/2011 | Giao hữu             | Bangor City     | Farrar Road           | 3 - 1       | Cofie 9,41 Morrison 71                                     | 1079               |
| 18/08/2011 | Giao hữu             | New Mills       | Church Lane           | 7 - 0       | Giverin 20, Cofie 23 39 87, W.Keane 40 63, Leao 89         |                    |
| 29/10/2011 | Giao hữu             | Altrincham      | Moss Lane, Altrincham | 2 - 2       | Lingard 39, Morrison 53                                    |                    |

### Giải Premier Reserve League 2011-2012
Kết thúc mùa giải, Đội dự bị manchester United vô địch khu Bắc còn đội dự bị Aston Villa vô địch khu Nam. Vì vậy, cả hai đội được chơi trận chung kết giải đấu Giải Premier Reserve League 2011-12 trên sân Old Trafford. William Keane cùng với Marcello Trotta của Fulham là vua phá lưới của mùa giải với cùng ghi được 15 bàn thắng.
| Thời gian  | Vòng đấu | Đối thủ          | H/N/A                            | Tỷ số Bt-Bb | Cầu thủ ghi bàn                                                           | Số lượng khán giả |
| ---------- | -------- | ---------------- | -------------------------------- | ----------- | ------------------------------------------------------------------------- | ----------------- |
| 15/08/2011 | Vòng 1   | Arsenal U21      | Underhill, Barnet                | 1 - 2       | Diouf 42                                                                  |                   |
| 25/08/2011 | Vòng 2   | Swansea U21      | Moss Lane, Altrincham            | 6 - 0       | Macheda 3, Pogba 15, Diouf 45 67, Lingard 83, W.Keane 90                  | 545               |
| 12/09/2011 | Vòng 3   | Fulham U21       | Moss Lane, Altrincham            | 2 - 1       | Diouf 44, 82                                                              |                   |
| 27/09/2011 | Vòng 4   | Norwich City U21 | Carrow Road, Norwich             | 4 - 2       | Pogba 3, Drury og 40, Cole 61, W.Keane 70                                 | 3854              |
| 20/10/2011 | Vòng 5   | Blackburn U21    | Moss Lane, Altrincham            | 0 - 0       |                                                                           | 542               |
| 03/11/2011 | Vòng 6   | Everton U21      | Moss Lane, Altrincham            | 2 - 0       | W.Keane 6, Lingard 82                                                     | 636               |
| 22/11/2011 | Vòng 8   | Bolton U21       | County Ground, Leyland           | 2 - 1       | W Keane 17, 62                                                            |                   |
| 08/12/2011 | Vòng 9   | Everton U21      | Eppleton Colliery Welfare Ground | 3 - 6       | Vermijl 14, M.Keane 58, W.Keane 64                                        |                   |
| 15/12/2011 | Vòng 10  | Liverpool U21    | Moss Lane, Altrincham            | 4 - 0       | W.Keane 48', Lingard 58', Diouf 73',78'                                   | 699               |
| 26/01/2012 | Vòng 11  | Newcastle U21    | Altrincham FC                    | 6 - 0       | W. Keane 33, Soderberg o.g. 53, Petrucci 64, 90, M. Keane 68, Massacci 84 |                   |
| 13/02/2012 | Vòng 12  | Bolton U21       | Moss Lane, Altrincham            | 2 - 1       | Brown 40, Pogba 84                                                        |                   |
| 21/02/2012 | Vòng 13  | Wigan U21        | Robin Park                       | 0 - 0       |                                                                           |                   |
| 06/03/2012 | Vòng 14  | West Brom U21    | The Hawthorns                    | 0 - 1       |                                                                           |                   |
| 12/03/2012 | Vòng 15  | Blackburn U21    | The Hawthorns                    | 1 - 0       | M.Keane 65                                                                |                   |
| 22/03/2012 | Vòng 16  | Aston Villa U21  | Moss Lane, Altrincham            | 3 - 1       | W.Keane 9, Lingard 11, Smalling 59                                        | 495               |
| 27/03/2012 | Vòng 17  | Everton U21      | Finch Farm                       | 4 - 1       | W.Keane 2, Petrucci 7,69 Lingard 65                                       |                   |
| 16/04/2012 | Vòng 18  | Newcastle U21    | Whitley Park                     | 6 - 3       | W.Keane 40,40,54,73 Petrucci 64, De Laet 76                               |                   |
| 19/04/2012 | Vòng 19  | Liverpool U21    | Kirkby                           | 2 - 2       | M.Keane 26, Lingard 41                                                    |                   |
| 23/04/2012 | Vòng 20  | Chelsea U21      | obham                            | 1 - 4       | Tunnicliffe 10, Cole 34, W.Keane 44, De Laet 50                           |                   |
| 23/04/2012 | Vòng 21  | Wolves U21       | Moss Lane, Altrincham            | 2 - 0       | Petrucci 45, Cole 66                                                      |                   |
| 04/05/2012 | Vòng 22  | Sunderland U21   | Moss Lane, Altrincham            | 0 - 0       |                                                                           |                   |

Bảng xếp hạng
| Vị trí | Câu lạc bộ                      | Số trận | Thắng | Hòa | Thua | Bàn thắng | Bàn thua | Hiệu số | Điểm |
| ------ | ------------------------------- | ------- | ----- | --- | ---- | --------- | -------- | ------- | ---- |
| 1      | Đội dự bị Manchester United (C) | 22      | 15    | 4   | 3    | 58        | 23       | +35     | 49   |
| 2      | Đội dự bị Liverpool             | 22      | 9     | 8   | 5    | 44        | 30       | +14     | 35   |
| 3      | Đội dự bị Everton               | 22      | 9     | 8   | 5    | 38        | 29       | +9      | 35   |

Tranh play off
| Thời gian  | Vòng đấu  | Đối thủ         | H/N/A        | Tỷ số Bt-Bb | Cầu thủ ghi bàn                                             | Số lượng khán giả |
| ---------- | --------- | --------------- | ------------ | ----------- | ----------------------------------------------------------- | ----------------- |
| 10/05/2012 | Chung kết | Aston Villa U21 | Old Trafford | 0 - 0       | (United win 3-1 pen) Joshua King, Jesse Lingard, Will Keane |                   |

### Dallas Cup 2012
Dallas Cup 2012 là giải đấu dành cho lứa tuổi thanh niên lần thứ 33 kể từ khi thành lập. Có 12 đội tham gia giải đấu khắp toàn cầu. Cuộc thi được tài trợ bởi ông Pepper. Đội dự bị Manchester United nằm tại bảng A với các đội FC Dallas, Tigers và Santa Clara Sporting. Kết thúc vòng bảng đội trẻ Man Utd thắng cả ba trận đứng đầu bảng A, phải gặp đội trẻ Everton (đội đứng nhì vòng bảng có thành tích tốt nhất) ở vòng bán kết. Đội trẻ United tiếp tục đánh bại đội trẻ Everton với tỷ số 2-0 với hai pha làm bàn của Michele Fornasier và Jesse Lingard. Bước vào chung kết, United đã để thua đội đến từ Brazil đó là Coritiba FC với tỷ số 1-2 qua đó dành ngôi á quân. 

Vòng đấu bảng
| Đội bóng             | Số trận | Thắng | Hòa | Thua | Bàn thắng | Bàn thua | Hiệu số | Điểm |
| -------------------- | ------- | ----- | --- | ---- | --------- | -------- | ------- | ---- |
| Manchester United    | 3       | 3     | 0   | 0    | 8         | 2        | +6      | 9    |
| FC Dallas            | 3       | 2     | 0   | 1    | 4         | 2        | +2      | 6    |
| Tigres               | 3       | 1     | 0   | 2    | 2         | 2        | 0       | 3    |
| Santa Clara Sporting | 3       | 0     | 0   | 3    | 2         | 10       | -8      | 0    |

Chi tiết các trận đấu
| Thời gian  | Vòng đấu  | Đối thủ              | H/N/A                          | Tỷ số Bt-Bb | Cầu thủ ghi bàn                                                           | Số lượng khán giả |
| ---------- | --------- | -------------------- | ------------------------------ | ----------- | ------------------------------------------------------------------------- | ----------------- |
| 01/04/2012 | Vòng bảng | FC Dallas            | Texas Super Group              | 2 - 0       | William Keane 10', Michael Keane 52'                                      |                   |
| 02/04/2012 | Vòng bảng | Santa Clara Sporting | Texas Super Group              | 5 - 2       | Larnell Cole 8', Will Keane 41', Jesse Lingard 51' 80', Thomas Thorpe 81' |                   |
| 04/04/2012 | Vòng bảng | Tigres               | Texas Super Group              | 1 - 0       | Cole 30'                                                                  |                   |
| 06/04/2012 | Bán kết   | Everton FC           | FC Dallas Park Stadium, Dallas | 2 - 0       | Michele Fornasier 13', Jesse Lingard 90'                                  |                   |
| 08/04/2012 | Chung kết | Coritiba FC          | FC Dallas Park Stadium, Dallas | 1 - 2       | Michael Keane 72'                                                         |                   |

## Đội học viện Manchester United

### Giải Premier Academy League 2011-2012
| Thời gian  | Vòng đấu | Đối thủ                 | H/N/A                                     | Tỷ số Bt-Bb | Cầu thủ ghi bàn                                | Số lượng khán giả |
| ---------- | -------- | ----------------------- | ----------------------------------------- | ----------- | ---------------------------------------------- | ----------------- |
| 20/08/2011 | Vòng 1   | Portsmouth U18          | Trafford Training Centre, Carrington      | 1 - 2       | Lawrence 88                                    |                   |
| 27/08/2011 | Vòng 2   | Southampton U18         | Staplewood                                | 2 - 4       | Turnbull og 12, Barmby 82                      |                   |
| 03/09/2011 | Vòng 3   | Leeds United U18        | Trafford Training Centre, Carrington      | 3 - 1       | Lawrence 2 60pen, Barmby 87                    |                   |
| 10/09/2011 | Vòng 4   | Sheffield United U18    | Shirecliffe                               | 2 - 0       | Barmby 21, van Velzen 65                       |                   |
| 17/09/2011 | Vòng 5   | Middlesbrough U18       | Trafford Training Centre, Carrington      | 1 - 1       | Rothwell 53                                    |                   |
| 24/09/2011 | Vòng 6   | Blackburn Rovers U18    | Brockhall Village                         | 2 - 3       | Rothwell 75, Lawrence 80                       |                   |
| 01/10/2011 | Vòng 7   | Man City U18            | Trafford Training Centre, Carrington      | 1 - 3       | Van Velzen                                     |                   |
| 08/10/2011 | Vòng 8   | Wolves U18              | Trafford Training Centre, Carrington      | 2 - 5       | Rothwell 26, Barmby 83 pen                     |                   |
| 14/10/2011 | Vòng 9   | Liverpool U18           | Liverpool's Academy Ground                | 2 - 5       | Rothwell 26, Barmby 83 pen                     |                   |
| 19/10/2011 | Vòng 10  | Crewe Alexandra U18     | Trafford Training Centre, Carrington      | 4 - 1       | Januzaj 28, Barmby 63, van Velzen 75, Rudge 81 |                   |
| 05/11/2011 | Vòng 11  | Bolton U18              | The Eddie Davies Football Academy,Lostock | 2 - 1       | Ekangamene 42, Barmby 52                       |                   |
| 19/11/2011 | Vòng 12  | West Brom U18           | Trafford Training Centre, Carrington      | 2 - 1       | Daehli 12, 65                                  |                   |
| 25/11/2011 | Vòng 13  | Livepool U18            | Trafford Training Centre, Carrington      | 1 - 2       | Byrne 12                                       |                   |
| 07/01/2012 | Vòng 14  | Bolton U18              | Trafford Training Centre, Carrington      | 3 - 3       | Rudge 12, Byrne 45, Hendrie 82                 |                   |
| 21/01/2012 | Vòng 15  | West Brom U18           | West Brom Training Ground                 | 0 - 0       |                                                |                   |
| 28/01/2012 | Vòng 16  | Everton U18             | Trafford Training Centre, Carrington      | 1 - 4       | Barmby 47                                      |                   |
| 18/02/2012 | Vòng 17  | Manchester City U18     | Platt Lane, Manchester                    | 1 - 3       | Hendrie 57'                                    |                   |
| 25/02/2012 | Vòng 18  | West Brom U18           | Trafford Training Centre, Carrington      | 3 - 3       | Byrne 13, Wilson 61, Gorre 75                  |                   |
| 18/02/2012 | Vòng 19  | Barnsley U18            | Oakwell Academy Complex                   | 0 - 1       |                                                |                   |
| 10/03/2012 | Vòng 20  | Sunderland U18          | Trafford Training Centre, Carrington      | 3 - 3       | Van Velzen 5, Wilson 31, Daehli 37             |                   |
| 20/03/2012 | Vòng 21  | Stoke City U18          | Clayton Wood                              | 2 - 3       | Rudge 77, Wilson 81                            |                   |
| 31/03/2012 | Vòng 22  | Newcastle U18           | Trafford Training Centre, Carrington      | 2 - 1       | Pearson 7, Rudge 41                            |                   |
| 21/04/2012 | Vòng 23  | Huddersfield Town U18   | Canalside Sports Complex, Huddersfield    | 3 - 3       | Hendrie, Blackett, Wilson                      |                   |
| 25/04/2012 | Vòng 24  | Sheffield Wednesday U18 | Middlewood Road                           | 0 - 0       |                                                |                   |
| 28/04/2012 | Vòng 25  | Blackburn Rovers U18    | Trafford Training Centre, Carrington      | 0 - 1       | Daehli 12                                      |                   |
| 05/05/2012 | Vòng 27  | Crewe Alexandra U18     | Reaseheath Training Ground                | 3 - 2       | Wilson 12, Lawrence 29, Rothwell 33            |                   |
| 08/05/2012 | Vòng 28  | Stoke City U18          | Trafford Training Centre, Carrington      | 2 - 1       | Lawrence 63, 65                                |                   |

| Vị trí | Câu lạc bộ               | Số trận | Thắng | Hòa | Thua | Bàn thắng | Bàn thua | Hiệu số | Điểm |
| ------ | ------------------------ | ------- | ----- | --- | ---- | --------- | -------- | ------- | ---- |
| 8      | Manchester United U18    | 28      | 8     | 7   | 13   | 46        | 58       | -8      | 31   |
| 9      | Crewe Alexandra U18      | 28      | 8     | 5   | 15   | 40        | 60       | -20     | 29   |
| 10     | West Bromwich Albion U18 | 28      | 7     | 4   | 17   | 39        | 63       | -24     | 25   |

### FA Youth cup 2011-2012
| Thời gian  | Vòng đấu  | Đối thủ           | H/N/A                 | Tỷ số Bt-Bb | Cầu thủ ghi bàn                                      | Số lượng khán giả |
| ---------- | --------- | ----------------- | --------------------- | ----------- | ---------------------------------------------------- | ----------------- |
| 02/12/2011 | Vòng 3    | Torquay United    | Moss Lane, Altrincham | 4 - 0       | Lawrence 18, Barmby 39, Beattie og 63, van Velzen 82 |                   |
| 18/01/2012 | Vòng 4    | Derby County      | Moss Lane, Altrincham | 2 - 1       | Barmby 40, 80pen                                     |                   |
| 02/02/2012 | Vòng 5    | Swansea City      | Liberty Stadium       | 5 - 1       | Barmby 38, van Velzen 40 49, Byrne 45, Blackett 89   | 4080              |
| 29/02/2012 | Tứ kết    | Charlton Athletic | Old Trafford          | 3 - 2       | Barmby 42, van Velzen 76, Wilson 97                  |                   |
| 16/03/2012 | Bán kết 1 | Chelsea FC        | Old Trafford          | 1 - 2       | Wilson 62                                            |                   |
| 13/04/2012 | Bán kết 2 | Chelsea FC        | Stamford Bridge       | 1 - 1       | Barmby 36                                            |                   |

### Milk cup 2011
Thành phần tham dự giải Milk cup năm 2011 là đội U17 Manchester United, giải đấu được tổ chức hàng năm tại Bắc Ailen. U17 Man Utd sẽ gặp các đội bóng Zamora FC, Co Tyrone và Hartlepool trong bảng đấu Premier Section.
| Đội bóng          | Trận | Thắng | Hòa | Thua | Bàn thắng | Bàn thua | Hiệu số | Điểm số |
| ----------------- | ---- | ----- | --- | ---- | --------- | -------- | ------- | ------- |
| Manchester United | 3    | 3     | 0   | 0    | 15        | 1        | +14     | 9       |
| Aspire Academy    | 3    | 3     | 0   | 0    | 13        | 0        | +13     | 9       |
| Etoile Lusitana   | 3    | 3     | 0   | 0    | 5         | 0        | +5      | 9       |

| Thời gian  | Vòng đấu  | Đối thủ           | H/N/A                  | Tỷ số Bt-Bb | Cầu thủ ghi bàn                                                         | Số lượng khán giả |
| ---------- | --------- | ----------------- | ---------------------- | ----------- | ----------------------------------------------------------------------- | ----------------- |
| 25/07/2011 | Vòng bảng | Zamora FC         | Showgrounds, Ballymena | 4 - 0       | Van Velzen 7, Barmby 41, Wilson 61, Gorre 63                            |                   |
| 26/07/2011 | Vòng bảng | Co.Tyrone         | Showgrounds, Coleraine | 7 - 0       | Wilson 7, van Velzen 41, Rothwell 48 66, Barmby 62, Gorre 70, Rudge 71) |                   |
| 27/07/2011 | Vòng bảng | Hartlepool United | Showgrounds, Limavady  | 4-1         | Jack Barmby, Jack Rudge, Callum Wilson, Mats Daehli.                    |                   |
| 28/07/2011 | Bán kết   | Etoile Lusitana   | Showgrounds, Coleraine | 1 - 0       | Lawrence 60                                                             |                   |
| 29/07/2011 | Chung kết | Aspire Academy    | Showgrounds, Coleraine | 1 - 5       | Barmby 60                                                               |                   |

### AEGON Future Cup 2012
Giải AEGON Future Cup 2012 là giải đấu thường niên được tổ chức bởi học viện bóng đá Ajax ở Amsterdam, giải đấu có 8 đội tham dự, chi làm hai bảng. Bảng A gồm Ajax Amsterdam, Manchester United, Besiktas Istanbul, Deportivo Brasil còn Bảng B gồm Bayern Munich, AC Milan, FC Barcelona và Ajax Cape Town (Nam Phi).
| Thời gian  | Vòng đấu  | Đối thủ           | H/N/A        | Tỷ số Bt-Bb | Cầu thủ ghi bàn                       | Số lượng khán giả |
| ---------- | --------- | ----------------- | ------------ | ----------- | ------------------------------------- | ----------------- |
| 06/04/2012 | Vòng bảng | Desportivo Brasil | Ajax Academy | 2 - 0       | Jake Cooper, Luke Grimshaw            |                   |
| 07/04/2012 | Vòng bảng | Ajax              | Ajax Academy | 0 - 1       |                                       |                   |
| 08/04/2012 | Vòng bảng | Besiktas Istanbul | Ajax Academy |             |                                       |                   |
| 09/04/2012 | Bán kết   | Bayern Munich     | Ajax Academy | 2 - 0       | Cooper 45’, Demi Mitchell 56’         |                   |
| 09/04/2012 | Chung kết | Ajax              | Ajax Academy | 2 - 2       | Byrne 26', Rothwell 24'(Thua pen 3-5) |                   |